# Спомен-медаља путовања Јосипа Броза Тита у Индију и Бурму
Спомен-медаља путовања Јосипа Броза Тита у Индију и Бурму установљена је по поратку са званичне посете овим двема земљама. Званична посета Индији и Бурми протекла је на највишем нивоу и уз учешће око 1.200 људи из Титове политичке, дипломатске, војне и техничке пратње. Путовање је трајало од краја 1954. до почетка 1955. године, пошто се путовало бродом. Сви учесници путовања добили су медаљу. Постојала су три степена ове медаље: а) велика сребрена споменица б) сребрена споменица и ц) бронзана споменица.

## Путовање
Дана 1. децембра 1954. предсједник Југославије Јосип Броз Тито кренуо је на своје прво путовање у земље Азије - у Индију и Бурму. Пут је почео у Ријеци гдје се укрцао на брод југословенске ратне морнарице "Галеб". Тито је стигао у индијску луку Бомбај 16. децембра 1954. Одатле је наставио пут у Њу Делхи специјалним владиним "Црвеним возом". Послије 23 сата вожње стигао је у главни град Индије, гдје се први пут састао с индијским премијером Џавахарлалом Нехруом. Градски представници приредили су Титу у част свечани пријам у "Црвеној тврђави", некадашњем сједишту могулских царева и делхијског шаха. На позив Радакришнана предсједника Горњег дома Тито је 21. децембра 1954. посјетио индијски Парламент, гдје га је дочекало око 800 посланика. У Парламенту је Тито одржао запажен говор. Разговор Тита и Нехруа у Њу Делхију завршио је доношењем југославенско-индијске декларације, касније познатије под популарним називом "Декларација Тито-Нехру", у којој су изложени начелни погледи обе земаље на међународну ситуацију и на свијет у цјелини те су назначена начела политике која је послије названа политиком несврставања, мира и мирољубиве коегзистенције. Из Њу Делхија југословенска делегација упутила се у Симлу, градић у хималајском масиву на сјеверу Индије, близу границе с Кином. Одатле су кренули према Калкути посјетивши успут Агру и чувени маузолеј Таџ Махал и свети град Варанаси. Нову годину 1955. Тито је провео у Индији, а 6. јануара 1955. допловио је у Рангун. главни град Бурме, гдје су га дочекали предсједник Бурманске Уније Ба У и премијер У Ну. Већ првог дана боравка предсједник Ба У одликовао је Тита највишим бурманским одликовањем - Орденом Тхудхаме (Thudhamma Thingahaа). На ванредној сједници Сената и Савјета Универзитета у Рангуну 16. јануара 1955. канцелар Универзитета прогласио је Тита почасним доктором права. Приликом боравка у Бурми југословенска делегација обишла је град Мандалеј у средишту Бурме (11. јануара), одакле се спустила бродом низ ријеку Иравади до градића Мyан'аунга (Myan'aunga). На повратку из Бурме, југословенска се делегација задржала у индијском граду Мадрасу. На стадиону у Авади, тридесетак километара од Мадраса, Тито је 21. јануара 1955. присуствовао првом пленарном скупу 60. редовите конференције Индијскога националног конгреса. Дана 5. фебруара 1955. брод "Галеб" је упловио у територијалне воде Египта. Египатски предсједник Гамал Абдел Насер придружио се Титу на "Галебу" те су заједно пловили и разговарали до Ел Исмаилија. Послије 72 дана путовања, након посјета Индији и Бурми, Тито се 11. фебруара 1955. искрцао с "Галеба" у Ријеци. Титово путовање у Индију и Бурму било је прекретница у односима Југославије и свијета. Тито је био први европски шеф државе који је посјетио Индију. Колико је то значило овој младој пренасељеној земљи не треба ни истицати. Сазнање о постојању тзв. трећег свијета и о потреби повезивања земаља које не припадају ни НАТО-у ни Варшавском пакту у респектабилни политички савез почела се остваривати на Титовом путовању "Галебом" те је стога ово путовање имало велико историјско значење.

## Изгед
Медаља је вдјело гравера и медаљера Теодора Кривака. На лицу медаље приказано је попрсје предсједника Тита у маршалској униформи у профилу улијево. Около је кружни натпис; испод попрсја, слијева
удесно: ЈОСИП БРОЗ ТИТО; горе слијева удесно латинични натпис: ПРЕТСЈЕДНИК ФЕД • НАРОД • РЕПУБЛ • ЈУГОСЛАВИЈЕ. На почетку и крају натписа су петокраке звјездице. Иза Титове главе сигнатура аутора медаље: ТК. На наличју медаље приказање стилизирани приказ јужне Азије са уцртаним итинераром. Назначени су градови које је југословенска делегација посјетила на путу: РИЈЕКА. БОМБАЈ. ЊУ ДЕЛХИ. СИМЛА. КАЛКУТА. РАНГУН, МЕЈМИО, МАНДАЛЕ, МАДРАС. КОЧИН, АДЕН. Ова су мјеста повезана уцртаним линијама. У горњој и доњој половици медаље стоји латинични натпис уоколо слијева удесно: УСПОМЕНА НА ПУТ / У ИНДИЈУ И БУРМУ. У горњој је половици медаље водоравни натпис: 1954 - 55. У доњој је половици медаље савинута маслинова гранчица. Медаља се носила на траци бијеле боје, на коју је причвршћена метална маслинова гранчица. На наличју траке је игла сигурница.- Трака је дугуљаста, провучена кроз карику на ушици медаље. Бијела боја траке и маслинова гранчица сликовито симболизују мисију мира предсједника Тита. Медаља је највјероватније израђена у загребачком ИКОМ-у гдје је радио Теодор Кривак.

## Носиоци
Спомен медаља, између осталих, додијељена је:
- Константину Поповићу
- Славку Зечевићу